# کیث سارابایکا
کیث سارابایکا (انگلیسی: Keith Szarabajka؛ زادهٔ ۲ دسامبر ۱۹۵۲) هنرپیشه و صدا پیشه اهل ایالات متحده آمریکا است.

## گزیدهٔ آثار

### سینما
- آرگو (۲۰۱۲)
- تبدیل‌شوندگان: نیمه تاریک ماه (۲۰۱۱)
- شوالیه تاریکی (۲۰۰۸)
- مسیر سبز (۱۹۹۹)
- یک دنیای بی‌نقص (۱۹۹۳)
- پروتکل (۱۹۸۴)
- گم‌شده (۱۹۸۲)

### تلویزیون
- ذهن‌های مجرم (۲۰۱۳)
- ابتدایی (۲۰۱۲)
- فرزندان آشوب (۲۰۱۱–۲۰۱۰)
- آنجل (۲۰۰۲–۲۰۰۱)
- ایکوالایزر (۱۹۸۹-۱۹۸۵)

### بازی‌های ویدئویی
- الدر اسکورولز آنلاین (۲۰۱۴)
- بایوشاک: بیکران (۲۰۱۳)
- فضای مرده ۳ (۲۰۱۳)
- هیلو ۴ (۲۰۱۲)
- ندای وظیفه: بلک اپس ۲ (۲۰۱۲)
- تأثیر فراگیر ۳ (۲۰۱۲)
- مرد-عنکبوتی شگفت‌انگیز (۲۰۱۲)
- الدر اسکورولز ۵: اسکایرم (۲۰۱۱)
- لس آنجلس سیاه (۲۰۱۱)
- ندای وظیفه: بلک اپس (۲۰۱۰)
- فضای مرده ۲ (۲۰۱۰)
- فال‌اوت: نیو وگاس (۲۰۱۰)
- تأثیر فراگیر ۲ (۲۰۱۰)
- بایوشاک ۲ (۲۰۱۰)
- عصر اژدها: ریشه‌ها (۲۰۰۹)
- فرماندهی و تسخیر: گرگ و میش تایبریوم (۲۰۰۹)
- ارتش سرخ: پارتیزان‌ها (۲۰۰۹)
- فضای مرده (۲۰۰۸)
- فرماندهی و تسخیر: جنگ تایبریوم (۲۰۰۷)
- گروهان قهرمانان (۲۰۰۶)
- اسپلینتر سل تام کلنسی: مأمور دوجانبه (۲۰۰۶)
- تأثیر فراگیر (۲۰۰۶)
- جیمز باند ۰۰۷: همه چیز یا هیچ چیز (۲۰۰۳)
- گریم فندنگو (۱۹۹۸)